# Prosvet
Prosvet (en rus: Просвет) és un poble de l'óblast de Kurgan, a Rússia, que en el cens del 2010 tenia 3.149 habitants. Pertany al districte de Ketovo.